# Cerco de Constantinopla (674–678)
O cerco árabe de Constantinopla de 674–678, também conhecido como primeiro cerco árabe de Constantinopla, foi um dos principais conflitos das guerras bizantino-árabes e marcou o culminar da estratégia expansionista do primeiro califa omíada,  Moáuia I, contra o Império Bizantino. Alguns historiadores recentes têm sérias dúvidas sobre a ocorrência de um verdadeiro cerco, pelo menos no sentido clássico do termo, sugerindo que o que ocorreu de facto foi uma série de campanhas árabes nos territórios bizantinos da Ásia Menor, algumas delas tendo chegado a Constantinopla.
Moáuia I, que tinha ascendido à liderança do império árabe em 661, após uma guerra civil que ficou conhecida como Primeira Fitna, deu um novo impulso à guerra agressiva contra Bizâncio, que tinha acalmado durante vários anos, com o objetivo de dar um golpe fatal ao inimigo conquistando a sua capital. Segundo os relatos do cronista bizantino Teófanes, o Confessor, o ataque dos árabes foi metodicamente planeado: em 672–673, armadas árabes asseguraram bases ao longo das costas da Ásia Menor e depois levantaram um bloqueio frouxo em volta de Constantinopla. Usaram a península de Cízico, na costa sul do mar de Mármara, como base para passarem o inverno e voltaram nas primaveras seguintes para lançarem ataques contra as fortificações da cidade.
Por fim, os bizantinos liderados pelo imperador Constantino IV, conseguiram destruir a marinha inimiga usando uma nova invenção, uma substância incendiária líquida conhecida como fogo grego. O exército terrestre árabe na Ásia Menor foi igualmente derrotado pelos bizantinos, o que forçou os árabes a levantarem o cerco. A vitória bizantina teve uma importância crucial para a sobrevivência do estado bizantino, ao fazer recuar a ameaça árabe durante algum tempo. Pouco depois foi assinado um tratado de paz, o qual, juntamente com mais uma guerra civil muçulmana que estalou em 680 ou 683, chegou a proporcionar aos bizantinos  um período de ascendência sobre o califado.
O cerco deixou várias marcas nas lendas do então nascente mundo muçulmano, embora apareça juntamente com os relatos de outra expedição contra a cidade ocorrida alguns anos antes sob o comando do filho de Moáuia, o futuro califa Iázide I. Devido a este facto, os estudos académicos mais recentes questionam a veracidade das crónicas de Teófanes e dão mais ênfase às fontes árabes e siríacas.

## Contexto

Mapa da região de Constantinopla no período bizantino

A seguir à derrota desastrosa na batalha de Jarmuque, travada em 636, o Império Bizantino retirou o grosso das tropas que lhe restavam no Levante para a Ásia Menor, a qual estava escudada da expansão muçulmana pelos montes Tauro. Isso deixou o campo aberto para os guerreiros do nascente Califado Ortodoxo completarem a conquista da Síria, após o que conquistaram também o Egito. Os raides contra a zona de fronteira na Cilícia e mais profundamente no interior da Ásia Menor começaram em 640, senão mais cedo, e prosseguiram sob a liderança de Moáuia, governador ortodoxo da Síria e futuro califa.
O enérgico Moáuia impulsionou também a criação de uma marinha de guerra muçulmana, cujo poderio cresceu em poucos anos ao ponto de ocupar Chipre e lançar raides em locais tão distantes como Cós, Rodes e Creta, no mar Egeu. Por fim, a nova marinha muçulmana alcançou uma vitória esmagadora sobre a sua congénere bizantina em 655, na batalha dos Mastros. Porém, a seguir ao assassinato do califa Otomão em 656 e ao rebentamento da Primeira Guerra Civil Islâmica, os ataques árabes pararam. Em 659, Moáuia acordou mesmo uma trégua com Bizâncio, que incluía o pagamento de um tributo ao império.

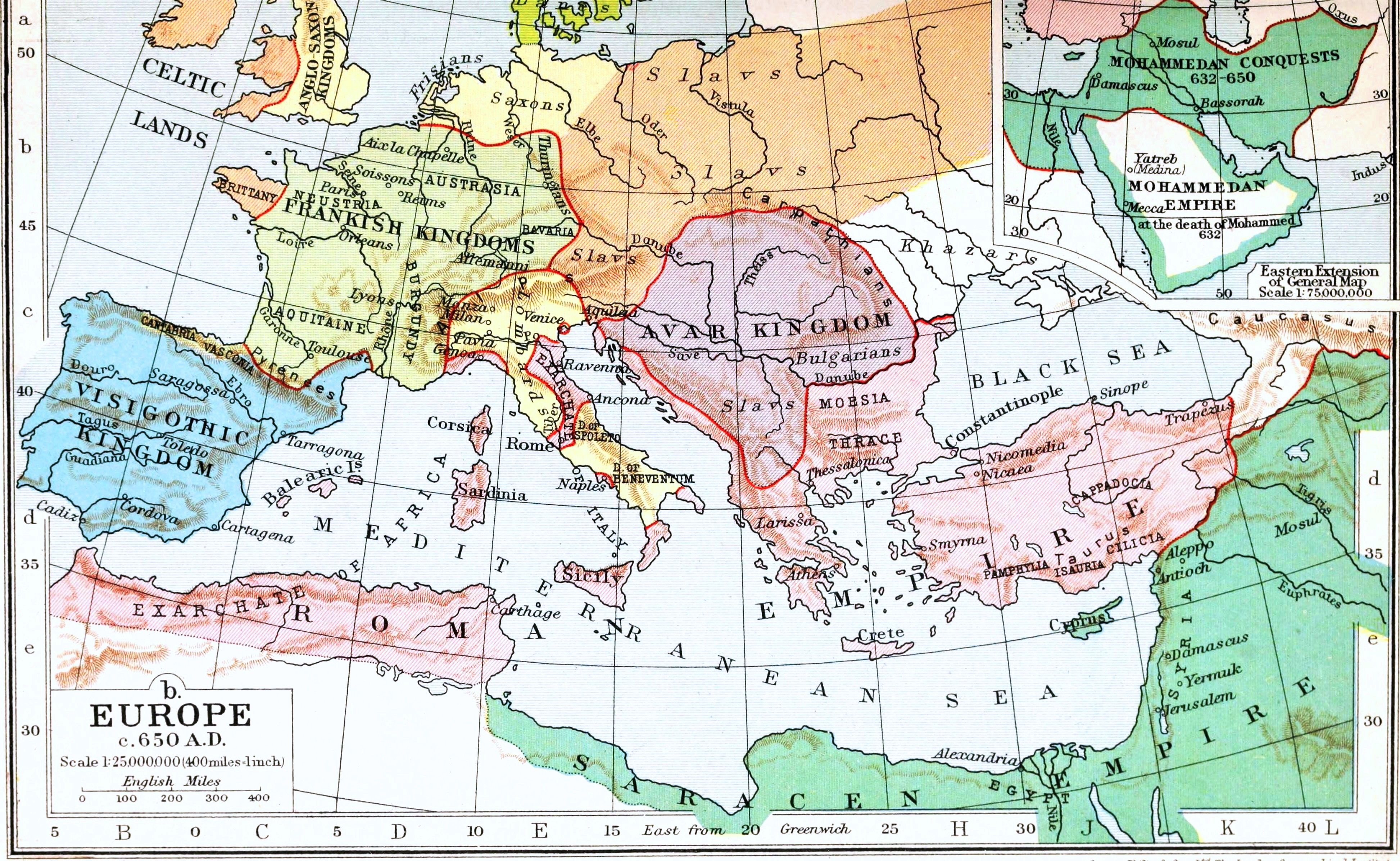
Mapa da Europa e da Bacia do Mediterrâneo

A paz durou até ao fim da guerra civil muçulmana em 661, da qual Moáuia saiu vencedor, estabelecendo o Califado Omíada. Os ataques muçulmanos a territórios bizantinos recomeçaram no ano seguinte, com a pressão a crescer à medida que os exércitos muçulmanos começaram a passar o inverno em solo bizantino a ocidente da cordilheira do Tauro, aumentando se sobremaneira a disrupção causada à economia bizantina. Estas expedições terrestres eram por vezes lançadas em conjunto com raides navais contras as costas do sul da Ásia Menor. Em 668, os árabes enviaram ajuda a Sabório, o estratego dos armeníacos, que se tinha rebelado e auto-proclamado imperador. As tropas árabes comandadas por Fadala ibne Ubaide chegaram tarde demais para apoiar Sabório, que tinha morrido depois de cair do seu cavalo, e passaram o inverno na Hexápole, em torno de Melitene, onde esperaram por reforços.
Na primavera de 669, depois de receber mais tropas, Fadala entrou na Ásia Menor e avançou pelo menos até Calcedónia, na margem do Bósforo em frente à capital bizantina. Os ataques dos árabes a Calcedónia foram repelidos e o exército omíada foi dizimado pela fome e pela doença. Moáuia enviou outro exército em socorro de Fadala, comandado pelo seu filho (e futuro califa) Iázide. Os relatos históricos diferem sobre o que aconteceu depois. O cronista bizantino Teófanes, o Confessor escreve que os árabes permaneceram em Calcedónia durante algum tempo antes de regressarem à Síria e no caminho de regresso capturaram a Amório, onde colocaram uma guarnição. Esta foi a primeira vez que os árabes tentaram manter um fortaleza capturada no interior da Ásia Menor para além do período de um campanha, o que provavelmente significava que tencionavam voltar no ano seguinte e usar a cidade como base, mas Amório foi reconquistada pelos bizantinos no inverno que se seguiu. Por outro lado, as fontes árabes reportam que os muçulmanos cruzaram o Bósforo até à costa europeia e atacaram Constantinopla sem sucesso, antes de retirarem para a Síria. Dado que não há qualquer menção a tal assalto nas fontes bizantinas, o mais provável é que os cronistas árabes, tendo em conta a presença de Iázide e o facto de Calcedónia ser um subúrbio de Constantinopla, tivessem apresentado o ataque a Calcedónia como um ataque à capital bizantina propriamente dita.

## Primeiras movimentações: as campanhas de 672 e 673

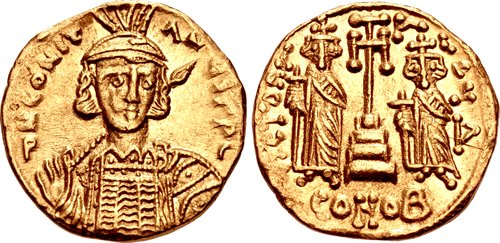
Soldo de ouro de

A campanha de 669 demonstrou claramente aos árabes que era possível um ataque direto a Constantinopla, bem como a necessidade de terem uma base logística na região. Esta foi encontrada na península de Cízico, na margem sul do mar de Mármara, onde uma frota de assalto comandada por Fadala ibne Ubaide invernou em 670 ou 671. Moáuia começou então a preparar o assalto final à capital bizantina. Ao contrário do que tinha sucedido com a expedição de Iázide, que não envolveu a marinha, Moáuia tinha a intenção de assegurar uma rota costeira para Constantinopla.  As operações não foram feitas ao acaso, antes seguiram um cuidadoso plano de aproximação faseado: primeiro os muçulmanos tinham que assegurar redutos e bases ao longo da costa e após isso, usando Cízico como base, Constantinopla seria bloqueada por mar e por terra, isolando-a das regiões agrícolas vizinhas, das quais dependia para o abastecimento de víveres.
Seguindo os planos, em 672, três grandes frotas foram enviadas para defender as rotas marítimas e estabelecerem bases na Síria e no Egeu. A frota de Maomé ibne Abedalá passou o inverno em Esmirna, uma frota comandada por um tal Cais (talvez Abedalá ibne Cais) invernou na Lícia e na Cilícia e uma terceira, comandada por Calide, juntou-se à segunda. Segundo Teófanes, o imperador Constantino IV começou a equipar a sua própria marinha para a guerra ao saber da aproximação dos navios árabes. O armamento de Constantino incluía navios equipados com sifões destinados ao uso de uma nova substância incendiária recentemente desenvolvida, o fogo grego.
Em 673, outra frota árabe, sob o comando de Gunada ibne Abu Omaia, tomou Tarso, na Cilícia, bem como a ilha de Rodes. Esta última, situada a meio caminho entre a Síria e Constantinopla, foi convertida numa base avançada de abastecimento e ponto de partida para raides navais. A sua guarnição de 120 000 homens era regularmente substituída com contingentes da Síria e foi destacada uma pequena frota para defesa da ilha e para raides. Os árabes chegaram a semear trigo e a levarem animais para pastarem na ilha. Os bizantinos tentaram travar os planos dos árabes com um ataque naval no Egito, mas não tiveram sucesso. Ao longo deste período continuaram os assaltos por terra no interior da Ásia Menor e as tropas árabes passaram o inverno em solo bizantino.

## Ataques árabes e expedições relacionadas em 674–678

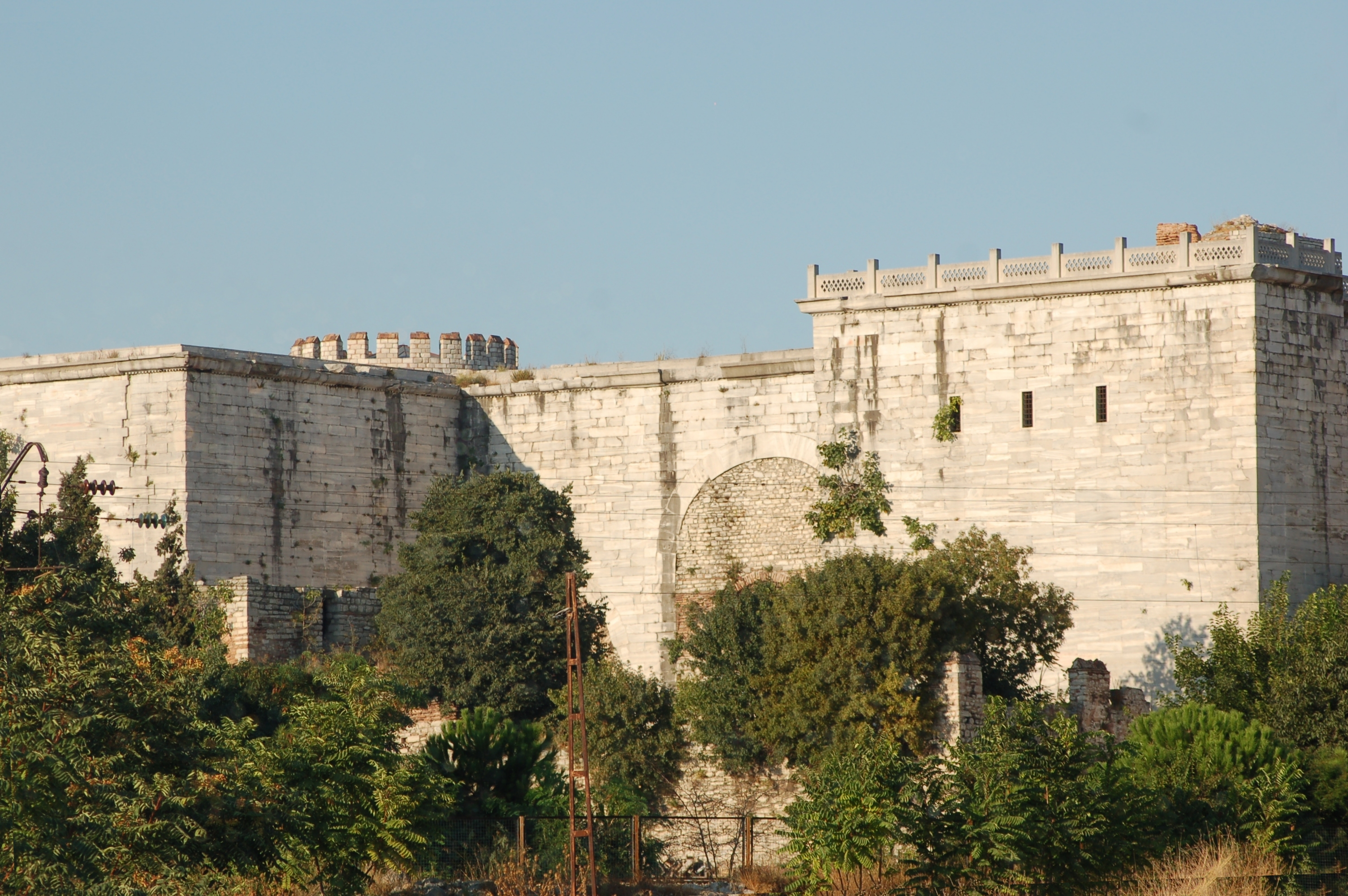
A Porta Dourada e a Muralha Teodosiana de Constantinopla

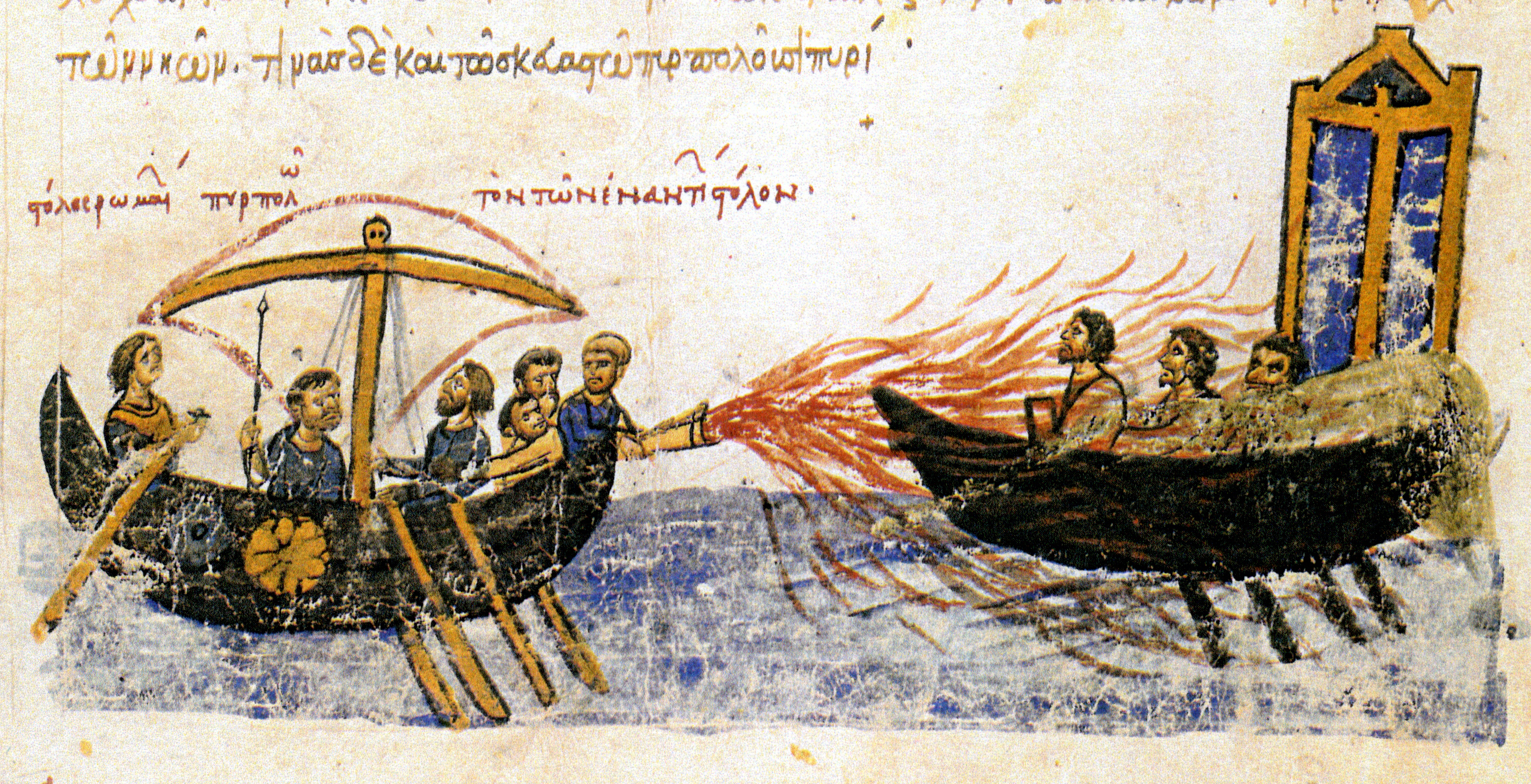
Representação do fogo grego, numa iluminura do Escilitzes de Madrid (século XII. Esta arma secreta bizantina foi usada pela primeira vez durante o cerco, em 677 ou 678.

Em 674, a marinha árabe zarpou das suas bases no Egeu oriental e entrou no mar de Mármara. Segundo Teófanes, desembarcaram na costa da Trácia perto de Hebdomo em abril e até setembro as tropas árabes envolveram-se em constantes confrontos com as tropas bizantinas — «todos os dias havia um confronto militar desde manhã até à noite, entre as obras exteriores da Porta Dourada e o Ciclóbio, com ataques e contra-ataques.». Em seguida os árabes partiram para Cízico, que capturaram e converteram num campo fortificado para passarem o inverno. Isto marcou um padrão que se repetiu ao longo do cerco: todas as primaveras os árabes cruzavam o mar de Mármara e assaltavam Constantinopla, retirando para Cízico no inverno. Na realidade, o "cerco" foi uma série de combates em volta da cidade, que pode até ser estendida para incluir o ataque de 669 de Iázide. Saliente-se também que tanto os cronistas bizantinos como os árabes relatam que o cerco durou sete e não cinco anos. Isto pode ser conciliado com a versão dos cinco anos incluindo as primeiras campanhas, "de abertura", de 672 e 673 ou contando os anos até à retirada definitiva dos árabes, em 680.
Os pormenores dos combates durante os anos seguintes a 674 em redor de Constantinopla são mal conhecidos, pois Teófanes condensa o cerco no seu relato do primeiro ano e os cronistas árabes não mencionam de todo o cerco, apenas indicando os nomes dos comandantes de expedições não especificadas em território bizantino. Sabe-se apenas que Abedalá ibne Cais e Fadala ibne Ubaide levaram a cabo raides em Creta e lá invernaram em 675, enquanto que no mesmo ano Maleque ibne Abedalá liderou um raide na Ásia Menor. Os historiadores árabes Iacubi e Atabari relatam que Iázide foi enviado por Moáuia com reforços para Constantinopla em 676 e que Abedalá ibne Cais comandou uma campanha em 677, cujo alvo se desconhece. Ao mesmo tempo, os bizantinos tiveram que enfrentar um ataque dos eslavos a Salonica e ataques dos lombardos em Itália. Finalmente, no outono de 677 ou início de 678, Constantino IV resolveu enfrentar os sitiantes num combate frontal. A sua frota, equipada com fogo grego, destroçou a frota inimiga. É provável que a morte do almirante Iázide ibne Sagara, registada pelos cronistas árabes em 677 ou 678, esteja relacionada com a sua derrota. Aproximadamente ao mesmo tempo, o exército muçulmano na Ásia Menor, sob o comando de Sufiane ibne Aufe, foi derrotado pelo exército bizantino comandado pelos generais Floras, Petrenas e Cipriano, perdendo 30 000 homens, segundo Teófanes. Estas derrotas forçaram os árabes a levantar o cerco em 678. No caminho de regresso à Síria, a frota árabe foi quase completamente aniquilada por uma tempestade ao largo de Silião.
O escopo essencial do relato de Teófanes pode ser corroborado pelo única referência bizantina quase-contemporânea do cerco, um poema comemorativo do de outro modo desconhecido Teodósio Gramático, que anteriormente pensou-se fazer referência ao segundo cerco árabe de 717–718. O poema de Teodósio celebra uma vitória naval decisiva diante das muralhas da cidade — com o interessante detalhe de que a frota árabe também possuía navios lançadores de fogo — e faz uma referência ao "temor de suas sombras regressantes", o que pode ser interpretado como confirmando a recorrência dos ataques árabes a cada primavera a partir da base deles em Cízico.

## Rescaldo
O fracasso dos árabes ante Constantinopla coincidiu com um aumento da atividade dos mardaítas, um grupo cristão que vivia nas montanhas da Síria e resistia ao controlo muçulmano, assaltando as terras baixas. Confrontado com esta nova ameaça, depois das enormes perdas sofridas frente aos bizantinos, Moáuia iniciou negociações para tréguas, tendo havido troca de embaixadas entre as duas cortes. As negociações prolongaram-se até 679, o que deu tempo aos árabes para levarem a cabo um último raide na Ásia Menor, comandado por Anre ibne Murra, que pode ter tido como objetivo pressionar os bizantinos. O tratado de paz acordado, com a duração nominal de 30 anos, previa que o califado pagasse um tributo anual de 3 000 nomismas, 50 cavalos e 50 escravos. As guarnições árabes foram retiradas das suas bases nas terras costeiras bizantinas e em Rodes em 679–680.
Constantino IV aproveitou a paz para atuar contra a crescente ameaça búlgara nos Bálcãs, mas o seu enorme exército, que compreendia todas as tropas disponíveis do império, sofreu uma derrota decisiva, o que abriu caminho para o estabelecimento de um estado búlgaro no nordeste dos Bálcãs. No mundo muçulmano, depois da morte de Moáuia em 680, as diversas forças de oposição dentro do califado manifestaram-se, originando a Segunda Guerra Civil Islâmica, que dividiu o califado e permitiu aos bizantinos obterem não só a paz mas também uma posição predominante na sua fronteira oriental. A Arménia e a Ibéria (parte da atual Geórgia) voltaram durante algum tempo ao controlo dos bizantinos e Chipre tornou-se um condomínio entre o Império Bizantino e o califado. A paz só durou até Justiniano II (r. 685–695 e 705–711) a ter quebrado em 693, com consequências devastadoras: os bizantinos foram rapidamente derrotados, Justiniano foi deposto e seguiu-se um período de anarquia que durou vinte anos. As incursões muçulmanas intensificaram-se e culminaram numa segunda e derradeira tentativa fracassada para conquistar Constantinopla em 717–718.

## Importância e impacto histórico e cultural

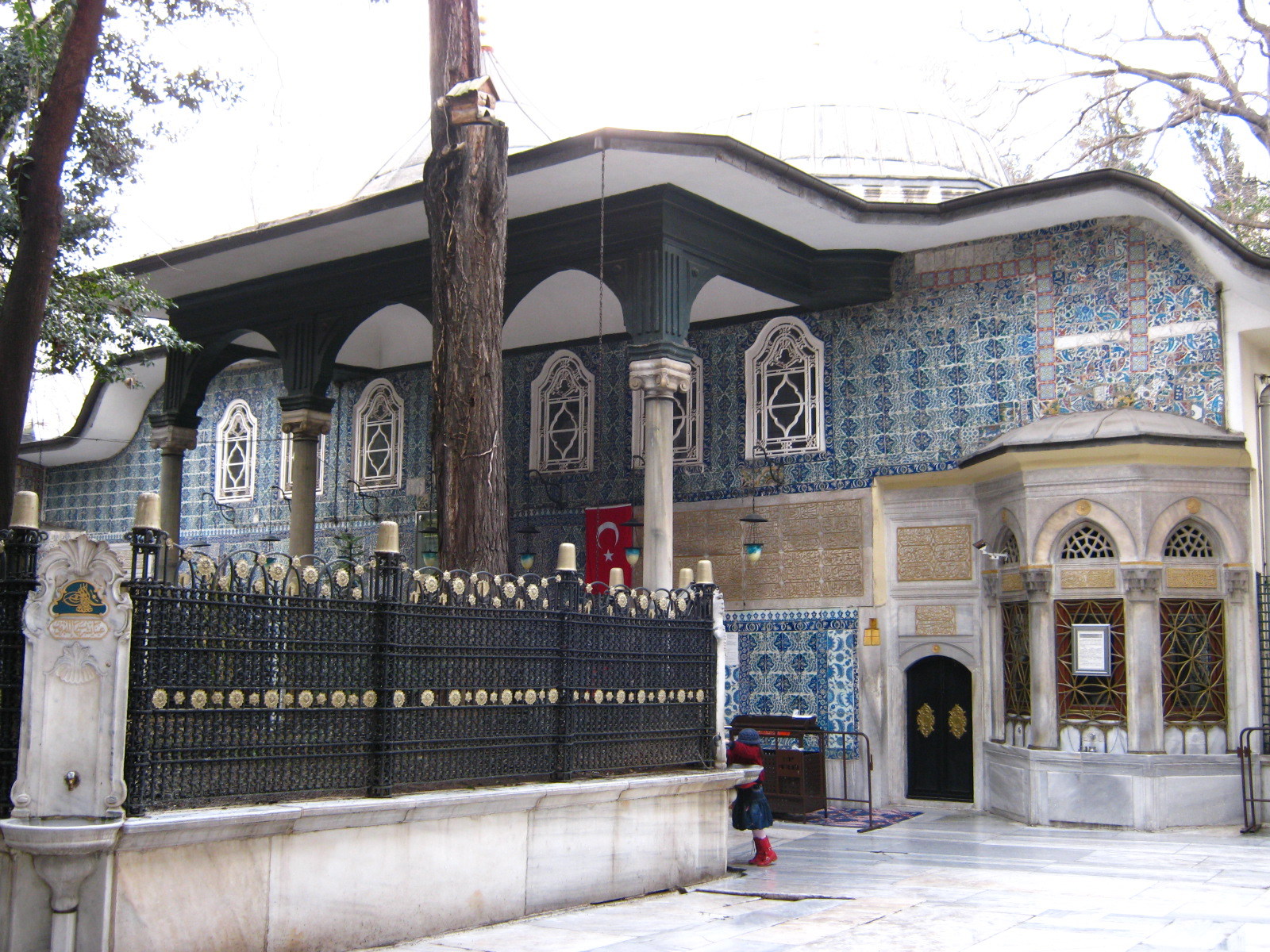
Türbe (mausoléu) de Abaiube Alançari, no complexo da Mesquita de Eyüp Sultan

Constantinopla era o centro nervoso do estado bizantino. Se tivesse caído, o resto das províncias do império dificilmente se teriam mantido unidas e ter-se-iam tornado uma presa fácil para os árabes. Ao mesmo tempo, o fracasso do ataque omíada a Constantinopla foi um acontecimento importante, que marcou o culminar da campanha de desgaste levada a cabo de forma contumaz desde 661. Foram investidos recursos imensos nesse empreendimento, que incluíram a criação de uma enorme marinha. O seu fracasso teve importantes repercussões e representou um duro golpe para o prestígio do califa. Pelo contrário, o prestígio bizantino alcançou novos patamares, especialmente no Ocidente: Constantino IV recebeu enviados dos ávaros e dos eslavos balcânicos, que lhe levaram presentes, felicitações e o reconhecimento da supremacia bizantina. A paz que se seguiu ao cerco trouxe também uma pausa às constantes incursões na Ásia Menor, permitindo que o estado bizantino recuperasse o seu equilíbrio e se consolidasse após as mudanças cataclísmicas das décadas anteriores.
As fontes árabes posteriores discorrem extensivamente sobre os eventos da expedição de Iázide de 669 e o suposto ataque a Constantinopla, e incluem vários episódios míticos, que são encarados pelos académicos modernos como referindo-se a eventos do cerco de 674–678. Várias personalidades importantes das primeiras gerações do islão são mencionadas como tendo participado no ataque, como ibne Abas, ibne Omar e ibne Zobair. Uma dessas figuras islâmicas mais proeminentes nas tradições posteriores é Abaiube Alançari, conhecido em turco como Eiupe Sultão (Eyüp Sultan), um dos companheiros (sahaba) e ajudantes (ansar) de Maomé, além de seu porta-estandarte. Segundo a lenda, Alançari morreu durante o cerco junto às muralhas, onde foi enterrado. Ainda segundo a tradição muçulmana, Constantino IV ameaçou destruir o túmulo, mas o califa avisou-o que se o fizesse os cristãos que viviam em territórios do califado sofreriam represálias. O túmulo foi por isso deixado em paz e chegou a tornar-se um local de veneração dos bizantinos, que ali iam rezar em tempos de seca. O túmulo foi "redescoberto" quase oito séculos depois, após a conquista de Constantinopla em 1453, pelo dervixe Aque Xameçadim, e o sultão otomano Maomé II, o Conquistador (r. 1444–1446 e 1451–1481) ordenou a construção de um türbe (mausoléu) e uma mesquita adjacente em memória de Alançari, a Mesquita de Eyüp Sultan, que ainda hoje se erguem no distrito homónimo de Istambul. Tornou-se uma tradição que os sultões otomanos fossem cingidos na Mesquita de Eyüp com a espada de Osman, o símbolo do poder otomano, quando ascendiam ao trono. A mesquita e o mausoléu são ainda hoje um dos santuários muçulmanos mais sagrados de Istambul.
Este cerco é inclusive citado nas histórias dinásticas chinesas do Antigo e Novo Livro de Tangue. Eles registram que a grande e bem-fortificada capital de Fu lin (拂菻, i.e. Bizâncio) foi sitiada pelos Da shi (大食, i.e. pelos árabes omíadas) e seu comandante "Mo-yi" (摩拽伐之; pinyin: Mó zhuāi fá zhī), que Friedrich Hirth identificou com Moáuia I. As histórias chinesas então explicam que os árabes forçaram os bizantinos a pagarem tributo depois disso como parte de um acordo de paz. Nestas fontes chinesas, Fu lin esteve diretamente relacionada com o anterior Daqin, que é agora considerado pelos sinólogos modernos como sendo o Império Romano. Henry Yule observou com alguma surpresa a precisão nas fontes chinesas, que mesmo nomearam o negociador do acordo de paz como "Yenyo", ou João Pitzigáudio, o emissário não nomeado enviado para Damasco no relato de Edward Gibbon onde ele menciona um aumento do pagamento de tributos alguns anos depois devido aos problemas financeiros enfrentados pelos omíadas.

## Análise moderna dos acontecimentos

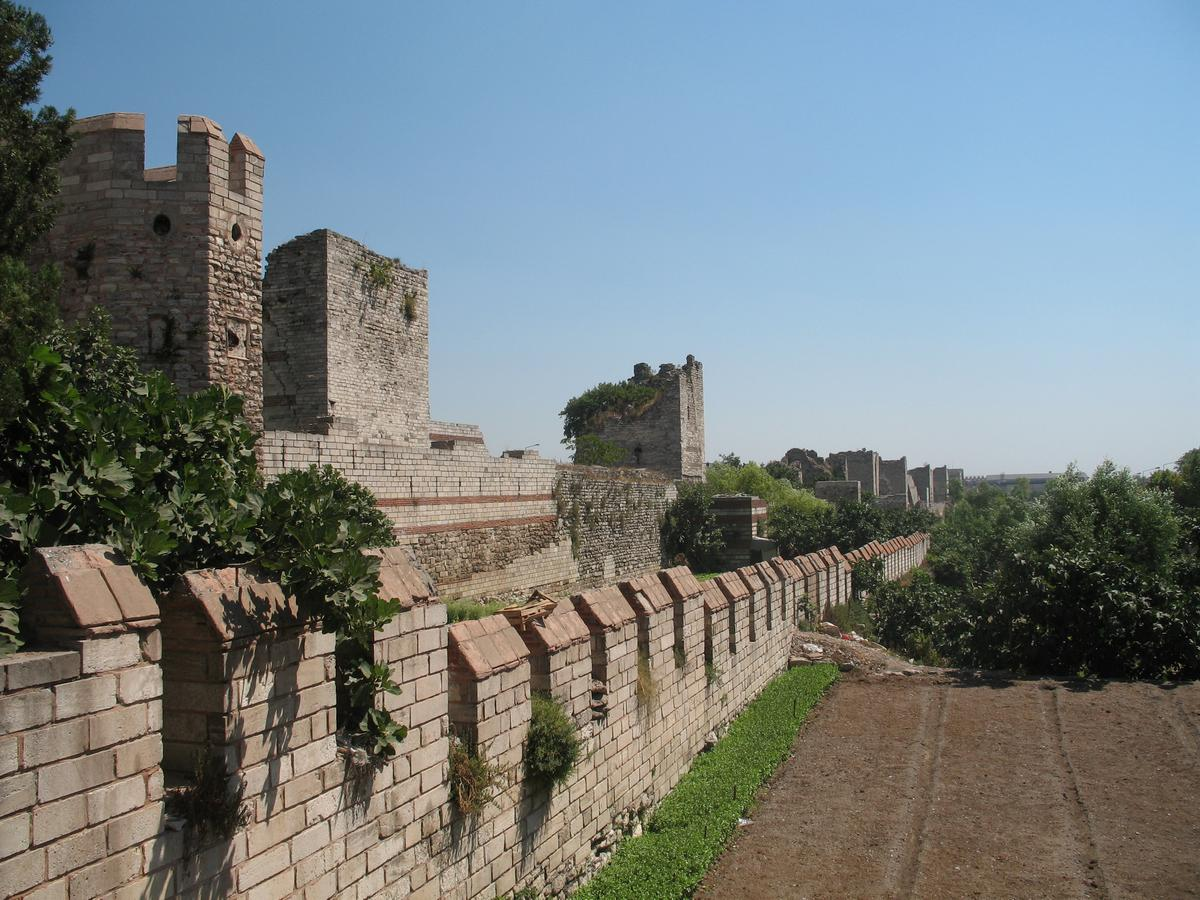
Muralha de Teodósio

A narrativa do cerco aceite pelos historiadores modernos baseia-se em larga medida nos relatos de  Teófanes, pois as fontes árabes e siríacas não mencionam qualquer cerco, mas sim campanhas individuais, algumas delas que chegaram a Constantinopla — há registos da captura de uma ilha perto da cidade em 673 ou 674 e também é dito que que a expedição de Iázide chegou até à capital bizantina. Os cronistas siríacos também colocam a  batalha decisiva e a destruição da frota árabe pelo fogo grego em 674, durante uma expedição árabe nas costas da Lícia e Cilícia, e não em Constantinopla. A isso seguiu-se o desembarque de tropas bizantinas na Síria em 677–678, que despoletou a rebelião mardaíta que ameaçou o domínio do califado na Síria ao ponto de resultar no acordo de paz de 678–679.
Tendo por base uma reavaliação das fontes originais usadas pelos historiadores medievais, na sua obra aclamada “Witnesses to a World Crisis: Historians and Histories of the Middle East in the Seventh Century”, o académico de Oxford James Howard-Johnston rejeita a interpretação tradicional dos acontecimentos, baseada em  Teófanes (que nasceu 80 anos depois do suposto cerco), em favor da versão dos cronistas siríacos. Howard-Johnston afirma que nenhum cerco aconteceu realmente, baseado não só na sua ausência nas fontes orientais, mas também na impossibilidade em termos logísticos de tal empreendimento durante a duração reportada. Em vez disso, ele acredita que a referência a um cerco foi uma interpolação posterior, influenciada pelos acontecimentos do segundo cerco árabe de 717-718, feita por uma fonte anónima usada por Teófanes. Segundo Howard-Johnston, «o bloqueio de Constantinopla na década de 670 é um mito que tem sido usado para mascarar o grande êxito real alcançado pelos bizantinos na última década do califado de Moáuia, primeiro no mar, ao largo da Lícia, e depois em terra, através de uma insurgência que, em pouco tempo, despertou profunda ansiedade entre os árabes, que estavam conscientes que tinham apenas abafado o Médio Oriente com o seu poder.»